# 펑정후

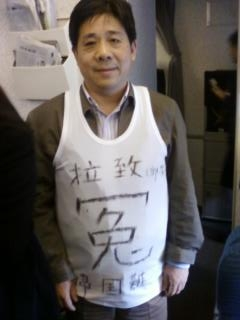
일본에 있는 펑정후가 자신의 주장을 티셔츠에 적어 호소 중이다.

펑정후 (馮正虎, 1954년 7월 1일 저장성 원저우 시 ~ )는 중국의 반체제 인사, 인권 운동가이다. 그는 2009년 11월 중국 정부로부터 입국이 거부된 이후 일본 나리타 국제공항에서 지내고 있는 상태이다.
그는 1980년대에 사업을 시작했으며 후에 중국 기업 발전 연구소를 설립하였다. 그는 중국 사회의 민주화를 억압하는 중국 정부와 중국 인민해방군 을 비판했다. 민주화와 인권에 관한 활동에 참가한 혐의로 체포되어 2001년부터 2003년까지 수감되었다. 퇴소후, 그는 주로 중국과 일본에서 활동했다. 2009년 4월에 여동생을 만나기 위해 일본에 온 이후 2009년 11월까지 총 8차례나 중국 당국으로부터 입국 거부를 당하였다.

## 같이 보기
- 중국의 반체제자 목록
- 메흐란 카리미 나세리

## 참고
1. ↑  류이근 (2009년 11월 17일). “일본 공항 머무는 중국인 ‘터미널 맨’”. 한겨레. 2009년 11월 18일에 확인함.
2. ↑  “Chinese human rights activist stuck at Tokyo airport”. 가디언. 2009년 11월 13일. 2009년 11월 18일에 확인함.